# القديس جيرلاند
القديس جيرلاند أو جيرياندوس كان أسقفًا على جرجنت في القرن الحادي عشر في صقلية. بعد عامين من غزو روجر لصقلية، تم تعيينه أسقفًا على أجريجينتو عام 1088، وتوفي هناك عام 1100 في مجد القداسة. وعيده هو 25 فبراير.

## سيرة شخصية
ولد في بيزانسون شرق فرنسا، وهو ينتمي إلى عائلة هوتفيل الحاكمة، وهو من أقارب الملك روجر الأول.
عرف جيرلاند باطلاعه الكبير بالعلوم المقدسة. شغل منصب الكاهن الأكبر و المرنم في كاتدرائية ميليتو في قلورية. تم تعيينه من قبل الكونت روجر أسقفًا على أجريجنتو عام 1088، بعد عامين من استعادة المدينة من المسلميين. وقد اعتنق حمود الصقلي أمير جرجنت المسيحية على يد القديس جيرلاند، بعد انهزامه ضد الملك روجر.
تم إعلان قداسته عام 1159، وتوجد رفاته في جرة فضية في كاتدرائية جرجنت والتي تم تخصيصها له منذ إعادة بنائها على يد الأسقف بيرتولد دي لابرو عام 1305.

## المذكرات و المراجع
1. ↑  مذكور في: سانتي بياتي. مُعرِّف سانتي بياتي (Santiebeati): 91011. الوصول: 25 فبراير 2025. لغة العمل أو لغة الاسم: الإيطالية.
2. 1 2 3  Errico Cuozzo, « Les évêques d'origine normande en Italie et en Sicile » dans Pierre Bouet et François Neveux, Les évêques normands du XIe siècle : Colloque de Cerisy-la-Salle (30 septembre - 3 octobre 1993), Caen, Presses universitaires de Caen, 1995, 330 p. (ردمك 2-84133-021-4), p. 67-78.